# Sigmund Lober
Sigmund Lober (* 6. März 1772 in München; † 6. Juni 1845 in Erding) war ein deutscher Bürgermeister, Apotheker und Chronist von Erding. 

## Leben
Sigmund Lober war der Sohn des kurfürstlichen Rechnungskommissars Michael Lober und seiner Frau Anna. Nach dem Besuch des Wilhelmsgymnasiums begann er den pharmazeutischen Unterricht in die Hofapotheke der Münchner Residenz. Nach einer Ausbildung in der Garnisonsapotheke in Amberg studierte er Chemie und Pharmazie in Würzburg.
1808 übernahm Lober von seinem Vetter Johann Nepomuk Scheippl die städtische Apotheke in Erding, die es noch heute als Stadtapotheke gibt. 1814 heiratete er die Brauerstochter Anna Maria Kirmair aus Erding. 1818 wurde er in den Magistrat gewählt. 1825 begann Carl Spitzweg drei Monate seine Lehre in Lobers Apotheke.
Von 1830 bis 1836 war er Bürgermeister in Erding. 1840 übergab er die Apotheke an seinen Neffen.
Lober führte 30 Jahre lang akribisch Buch über Vorkommnisse in Erding, die der Heimatforscher Dietmar Schmitz 2006 im Stadtarchiv fand und als Buch herausgab. Lober schrieb kaum über Privates, sondern über Ereignisse, die eine Vorstellung vom damaligen Alltag in Erding vermitteln. Lober kritisiert beispielsweise Spekulanten, die im Hungerjahr 1817 nach dem Jahr ohne Sommer die Krise verschärften.

## Ehrungen
- In Erding wurde der Sigmund-Lober-Weg nach Lober benannt.[3][7]